# Magdalena Stenbock
För andra betydelser, se Magdalena Stenbock (olika betydelser).
Magdalena Stenbock, född 1649, död 1727, var en politiskt aktiv svensk grevinna. Hon gifte sig 1667 med riksrådet och kanslipresidenten greve Bengt Gabrielsson Oxenstierna. 
Hon beskrivs i utländska ambassadörsrapporter som politiskt aktiv till förmån för Habsburg mot Frankrike under 1690-talet. Hon ansågs utöva stort inflytande över sin makes politik; i diplomatiska rapporter nämns inte vad "greven" tyckte, utan om vad "greveparet" tyckte om olika politiska affärer.

## Biografi
Magdalena Stenbock var dotter till rikstygmästaren greve Erik Stenbock och Catharina von Schwerin och släkt med drottning Katarina Stenbock. Hon var vidare syster till hovdamen Hedvig Eleonora Stenbock samt styvdotter till överhovmästarinnan Occa Johanna von Riperda, och hennes tre systerdöttrar Sparre, bland vilka den mest bemärkta var Beata Sparre, var även de inflytelserika vid hovet. 
Magdalena Stenbock höll salong för Stockholms utländska ambassadörer, som gjorde hennes hem till ett centrum för politiska kontakter. Ambassadörerna inbjöds till spelkvällar i Stockholm och ut på slottet Rosersberg på landet. Under det skånska kriget befann sig Stenbock under långa perioder på fredskonferensen i Nimwegen där hennes man representerade Sverige. Hennes ärkefiende där var skånskan Karen Krabbe till Fulltofta vars man Just Høg representerade Danmark. Både Karen Krabbe och Magdalena Stenbock tävlade om att få inflytande hos den mäktiga madame Colbert (Marie Charron de Menars) och om att vinna sympatier för sin egen sida i kriget.
Det danska sändebudet Jens Juel rapporterade att hennes spelbord var ett debattforum för den svenska allians- och utrikespolitiken, och att hon och maken var köpta av den tysk-romerska kejsaren för 8.000 riksdaler. Hennes hem fungerade som allmän mötesplats för ambassadörer: då Starhemberg vill undvika det franska sändebudet d'Avaux, åstadkom han detta genom att besöka hennes salong och sätta sig och spela kort med henne från sin ankomst fram till att de övriga satt sig till bords. Hennes strävan att ta emot samtliga sändebud ogillades dock av de s.k. allierade staterna. 
Juel nämner att det österrikiska (greve Franz Ottokar Starhemberg), holländska (Walraven van Heckeren), Lüneburgska (Görtz) och sachsiska sändebudet (Senff von Pilsach) var gäster i hennes hem (1693), och att hon gärna talade om allianser och liknande för att visa sig välinformerad (1698). Den franska ambassadören rapporterade att hon var starkt antifransk och att hon gärna öppet deklarerade sina åsikter inom politiken. Österrikes sändebud Stahremburg hade uppmanats av Wien att ta kontakt med inflytelserika kvinnor, och Magdalena Stenbock var redan förut välkänd som politisk inflytelserik. Hon beskrevs som högfärdig, och som en listig intrigmakare och "I klokhet öfver sin man och sitt kön" och var känd bland sändebud som en god kontakt och informatör att ha i Stockholm. Hon diskuterade en eventuell giftermålsallians mellan Österrike och Sverige och ville förhindra att Österrike gick med på en sådan med Polen. 
Magdalena Stenbock och hennes make spelade en viktig roll som "politikerpar" under 1680- och 1690-talen, då de ofta nämns i diplomatiska rapporter och betraktas som en ledande politikerduo av samma slag som Carl Piper och Christina Piper under följande årtionde, och Arvid Horn och Margareta Gyllenstierna under 1720- och 1730-talen. Magdalena Stenbock uppvaktades flitigt av utländska diplomater, som vid samma tid arbetade för att få Sverige att välja sida i den då pågående allianspolitiken i Europa, och uppvaktades med pengar och smycken i utbyte mot att hon påverkade sin make, för att han i sin tur skulle påverka kungen. I april 1698, till exempel, uppmärksammades hur hon offentligt deklarerade att hennes make hade funnit ett sätt att motarbeta en allians mellan Sverige och Frankrike och att han inom kort skulle lägga fram ett memorial som förklarade varför en sådan vore skadlig.
Hon understödde också sin svärson Magnus Stenbocks karriär: 1693 bad han henne att skriva till Clara von Platen för att säkra en tjänst i Hannover åt honom, och senare samma år blev han utsedd till överste i Wien, något som av Wien betraktades som angeläget på grund av hans svärmors pro-österrikiska politik, och 1700 lyckades hon enligt dottern Eva säkra honom tjänsten som chef för Dalaregementet genom att muta Carl Pipers fru Christina Piper med diamantörhängen. Magdalena Stenbock ska också ha fått en pension samt behålla sina gods efter makens död 1702 tack vare Carl Piper.
1697 flydde kungafamiljen till hennes hus under branden på slottet Tre kronor.